# بوبرهای پهن
بوبرهای پهن (نام علمی: Eurillas) نام یک سرده از تیره خرمابلبلان است.